# Adam Gnatov
Adam Kazimirovitch Gnatov (em ucraniano:  Адам Казимирович Гнатів, em russo:  Гнатов, Lviv, 9 de setembro de 1944 — Lviv, 20 de julho de 2023) foi um halterofilista da União Soviética.
Adam Gnatov definiu catorze recordes mundiais ao longo de sua carreira. Onze no desenvolvimento (ou prensa militar, movimento-padrão abolido em 1973) e três no arremesso, todos na categoria até 52 kg. Seus recordes foram:
No desenvolvimento
- 102,5 kg, em Krivoi Rog, 1969
- 114,0 kg, Dnipropetrovsk, 1970
- 114,5 kg, Rostov do Don, 1971
- 115,0 kg, Moscou, 1971
- 115,5 kg, Vorochilovgrado, 1971
- 116,0 kg, Gotemburgo, 1971
- 116,5 kg, Erevan, 1971
- 117,5 kg, Erevan, 1971
- 118,0 kg, Ulm 1972
- 120,0 kg, Ulm, 1972
- 120,5 kg, Riga, 11 de julho de 1972 *

* Sendo o desenvolvimento abolido em 1973, a marca não pode mais ser superada.
No arremesso
- 130,5 kg, Lugansk, 1971
- 131,0 kg, Erevan, 1971
- 132,0 kg, Riga, 1972